# شتاوا
شتاوا (به صربی: Štava) یک منطقهٔ مسکونی در صربستان است که در کورشوملیا واقع شده‌است. شتاوا ۱۷۶ نفر جمعیت دارد.